# Maurício Gugelmin
 (juin 2025).
Si vous disposez d'ouvrages ou d'articles de référence ou si vous connaissez des sites web de qualité traitant du thème abordé ici, merci de compléter l'article en donnant les références utiles à sa vérifiabilité et en les liant à la section « Notes et références ».
Maurício Gugelmin, né le 20 avril 1963 à Joinville, est un ancien pilote automobile brésilien. Il a participé à 80 Grands Prix de Formule 1, débutant en 1988 pour l'équipe March. Il a décroché un podium et a marqué un total de 10 points en championnat du monde. Il a participé au championnat CART entre 1993 et 2001, disputant 148 courses dans la discipline. Il a remporté une course, en 1997, à Vancouver, et a réalisé sa meilleure performance la même année en finissant quatrième du championnat. Il signe son meilleur résultat aux 500 miles d'Indianapolis en 1995 où il a commencé et a terminé en sixième position en menant 59 tours. Pendant une période, il a détenu le record mondial de vitesse sur piste fermée, sur le California Speedway en 1997 à une vitesse de 387,759 km/h. Gugelmin prit sa retraite à la fin de l'année 2001, l'année où est décédé son fils Giuliano.

## Biographie
Mauricio Gugelmin est né dans une famille riche. Son père était un négociant en bois et un collectionneur de voitures. Il est marié à Stella Maris et ils ont deux fils, Bernardo et Gabriel. Leur troisième fils, Giuliano, qui était le jumeau de Bernardo, est décédé de paralysie cérébrale en avril 2001 à l'âge de six ans. Ses deux autres fils participent actuellement à des courses de karting.

### Les débuts
Ami proche d'Ayrton Senna (qu'il a rencontré en 1978 dans une compétition de karting au Brésil), Mauricio Gugelmin est sacré champion du Brésil de karting en 1980. En 1981, il passe à la monoplace et remporte le championnat du Brésil de Formule Fiat, avant de s'exiler en Angleterre, où il retrouve Senna, avec lequel il partage un petit appartement dans la banlieue de Londres. Senna, dont la carrière est légèrement plus avancée que celle de Gugelmin, fait jouer ses relations pour lui obtenir un bon volant dans l'écurie Van Diemen en Formule Ford, ce dont profite Gugelmin pour remporter le championnat britannique de Formule Ford 1600 en 1982, puis le championnat d'Europe de Formule Ford 2000 en 1984. En 1985, Gugelmin passe à la Formule 3 (dans la même équipe que Senna deux années plus tôt, le West Surrey Racing (en)) et comme son ainé, remporte le championnat britannique ainsi que le GP de Macao en fin de saison. Pour la saison 1986, Gugelmin compte bien passer directement en Formule 1, mais les efforts de Senna pour en faire son équipier chez Lotus n'aboutissent pas. Gugelmin doit alors transiter pendant deux saisons par le championnat de Formule 3000, dans lequel il n'obtient que des résultats mitigés.

### Cinq saisons en Formule 1

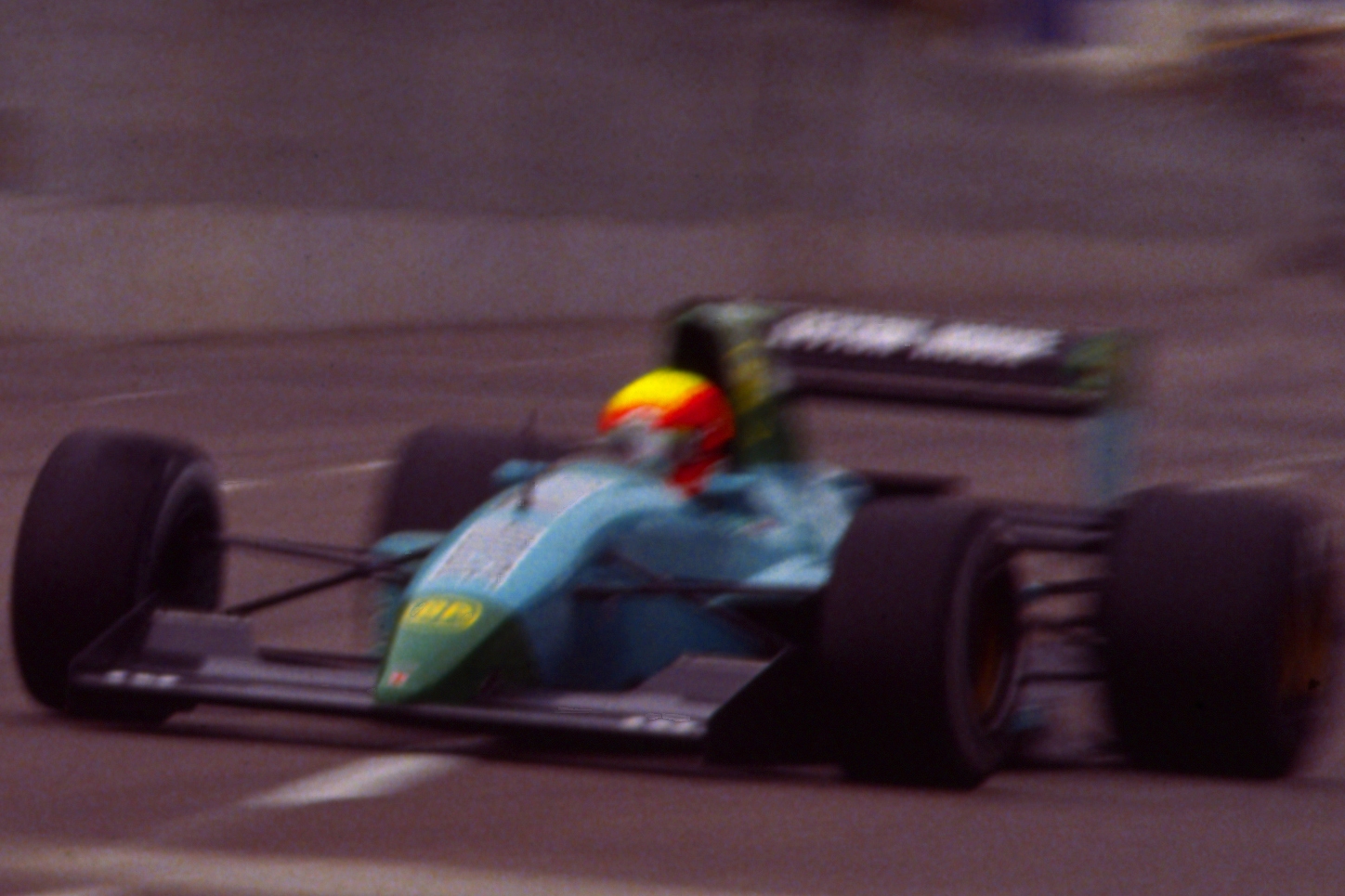
Mauricio Gugelmin sur Leyton House-Ilmor au GP des États-Unis 1991

C'est en 1988 que Gugelmin accède enfin à la Formule 1, au sein de l'écurie March. Après une première saison discrète d'apprentissage, souvent dans l'ombre de son coéquipier Ivan Capelli, il accède à son premier podium lors de l'ouverture de la saison 1989, sur le tracé de Jacarepagua, à Rio. La suite de sa saison est plus transparente, et il ne refait parler de lui qu'à l'occasion du départ du GP de France, où un accrochage avec Nigel Mansell l'entraîne dans une spectaculaire série de tonneaux, immortalisée par plusieurs clichés célèbres. Sorti sans blessure de sa voiture, Gugelmin prendra part au deuxième départ au volant du mulet et signera même le meilleur tour en course. 
En 1990 et 1991, Gugelmin reste chez March (devenu Leyton House), mais sans résultat notable, et en évoluant toujours un niveau en dessous d'Ivan Capelli, son inséparable équipier. Fin 1991, Gugelmin quitte March et rejoint les rangs de l'équipe Jordan (révélation du championnat précédent), mais la saison tourne rapidement au fiasco. Abonné aux fonds de grille, Mauricio ne marque pas un seul point et, faute de propositions, quitte la Formule 1 en fin d'année.

### Exil et fin de carrière
À partir de la fin de la saison 1993, Gugelmin tente de relancer sa carrière dans le championnat CART aux États-Unis, terre d'accueil des bannis de la Formule 1. Sa carrière américaine ne décolle jamais véritablement : il dispute les dernières manches du championnat 1993 sans résultat valable au volant d'une Lola T93/00-Cosworth engagée par le Dick Simon Racing avant de disputer son premier championnat complet l'année suivante pour le compte du Chip Ganassi Racing qui fait débuter le nouveau châssis Reynard 941, première réalisation du constructeur britannique avec une cinquième place pour meilleur résultat. 
À la suite de cette expérience difficile, il rejoint l'équipe PacWest Racing pour 1995 et va très vite en devenir le leader en dominant d'abord son expérimenté coéquipier Danny Sullivan, champion CART en 1988, puis l'ancien pilote de Formule 1 Mark Blundell. Il faut cependant attendre la saison 1997 pour le voir remporter sa première, et seule victoire dans la discipline, sur le tracé urbain de Vancouver. Les saisons suivantes, toujours chez PacWest ne lui apportent guère de satisfactions à l'exception d'un ultime podium sur l'ovale de Nazareth en 2000. 
À l'issue de la saison 2001, durement éprouvé par un gros accident sur l'ovale du Texas ainsi que par un drame familial (la mort de son fils Giuliano, âgé de 6 ans et qui souffrait depuis la naissance d'une infirmité motrice cérébrale), il préfère mettre un terme à sa carrière.

### L'après-carrière
En 2003, Gugelmin doit participer à la Renault Mégane Super Cup au Brésil ; le projet étant abandonné, Gugelmin n'est plus jamais apparu dans une compétition de sport automobile. À sa retraite sportive, Gugelmin met sa maison de Floride à Coral Gables en vente pour 17 millions de dollars et retourne vivre au Brésil pour diriger l'entreprise familiale avec son frère, Alceu, et travailler comme conseiller auprès de la filiale AMG de Mercedes-Benz.

## Résultats complets

### Formule 3
| Saison | Écurie             | Châssis   | Moteur     | Engagements | Victoires | Pole positions | Meilleurs tours | Points inscrits | Classement |
| ------ | ------------------ | --------- | ---------- | ----------- | --------- | -------------- | --------------- | --------------- | ---------- |
| 1985   | West Surrey Racing | Ralt RT30 | Volkswagen | 18          | 3         | 5              | 9               | 84              | Vainqueur  |

### Formule 3000
| Saison | Écurie             | Châssis   | Moteur        | Engagements | Victoires | Pole positions | Meilleurs tours | Points inscrits | Classement |
| ------ | ------------------ | --------- | ------------- | ----------- | --------- | -------------- | --------------- | --------------- | ---------- |
| 1986   | West Surrey Racing | March 86B | Ford-Cosworth | 11          | 0         | 0              | 0               | 5               | 12e        |
| 1987   | Team Ralt          | Ralt RT21 | Honda         | 11          | 1         | 2              | 0               | 29              | 4e         |

### Formule 1
| Saison | Écurie                         | Châssis   | Moteur     | Pneus    | GP disputés | Podiums | Pole positions | Meilleurs tours | Points inscrits | Classement |
| ------ | ------------------------------ | --------- | ---------- | -------- | ----------- | ------- | -------------- | --------------- | --------------- | ---------- |
| 1988   | Leyton House March Racing Team | 881       | Judd V8    | Goodyear | 16          | 0       | 0              | 0               | 5               | 13e        |
| 1989   | Leyton House March Racing Team | 881 CG891 | Judd V8    | Goodyear | 15          | 1       | 0              | 1               | 4               | 16e        |
| 1990   | Leyton House Racing            | CG901     | Judd V8    | Goodyear | 11          | 0       | 0              | 0               | 1               | 18e        |
| 1991   | Leyton House Racing            | CG911     | Ilmor V10  | Goodyear | 16          | 0       | 0              | 0               | 0               | n.c.       |
| 1992   | Sasol Jordan Yamaha            | 192       | Yamaha V12 | Goodyear | 16          | 0       | 0              | 0               | 0               | n.c.       |

### CART
| Saison | Écurie            | Châssis     | Moteur   | Engagements | Victoires | Podiums | Pole positions | Meilleurs tours | Points inscrits | Classement |
| ------ | ----------------- | ----------- | -------- | ----------- | --------- | ------- | -------------- | --------------- | --------------- | ---------- |
| 1993   | Dick Simon Racing | Lola T9206  | Cosworth | 3           | 0         | 0       | 0              | 0               | 0               | n.c        |
| 1994   | Chip Ganassi      | Reynard 94I | Cosworth | 16          | 0         | 0       | 0              | 0               | 39              | 16e        |
| 1995   | PacWest Racing    | Reynard 95I | Cosworth | 17          | 0         | 2       | 0              | 0               | 80              | 10e        |
| 1996   | PacWest Racing    | Reynard 96I | Cosworth | 16          | 0         | 2       | 0              | 0               | 53              | 14e        |
| 1997   | PacWest Racing    | Reynard 97I | Mercedes | 17          | 1         | 3       | 3              | 2               | 132             | 4e         |
| 1998   | PacWest Racing    | Reynard 98I | Mercedes | 19          | 0         | 0       | 0              | 0               | 49              | 15e        |
| 1999   | PacWest Racing    | Reynard 99I | Mercedes | 20          | 0         | 0       | 0              | 0               | 44              | 16e        |
| 2000   | PacWest Racing    | Reynard 2K1 | Mercedes | 20          | 0         | 1       | 0              | 0               | 39              | 17e        |
| 2001   | PacWest Racing    | Reynard 01I | Toyota   | 20          | 0         | 0       | 0              | 0               | 17              | 24e        |